# Igreja Matriz de Olo
Koordinaten: 41° 18′ 1,7″ N, 8° 0′ 41,7″ W
Die Igreja Matriz de Olo ist die römisch-katholische Pfarrkirche des portugiesischen Dorfes Olo. Schutzpatron ist der heilige Pelagius (São Paio).

## Geschichte und Beschreibung
Zwei Jahre nach der Abtrennung des Gebiets um Olo von der Freguesia Sanche und dem Aufbau einer eigenständigen Verwaltung wurde 1936 die Pfarrkirche neu errichtet.
Die Kirche ist ein schlichter einschiffiger Bau mit Chor auf rechteckigem Grundriss. Den Innenraum überspannt eine Holzdecke. An der Nordseite ist eine Sakristei angebaut. Der Glockenturm wurde später, vermutlich in den 1960er Jahren, gebaut.
Die Architektur der Kirche folgt einer modernen Konzeption mit einfachen und unkomplizierten Strukturen, ohne sich jedoch vom konventionellen Erscheinungsbild nordportugiesischer Dorfkirchen abzuwenden. Ungewöhnlich ist der gerundete Giebel an der Fassade der Kirche. Die Nüchternheit der Gestaltung erinnert an den Geist des Estilo Chão.